# ティファニー・トランプ
ティファニー・アリアナ・トランプ（Tiffany Ariana Trump、1993年10月13日 - ）は、アメリカ合衆国のインターネットパーソナリティ、歌手、モデルである。彼女は第45代アメリカ合衆国大統領ドナルド・トランプと彼の2番目の妻で女優のマーラの娘である。

## 生い立ち
フロリダ州ウェストパームビーチで生まれた。彼女はドナルド・トランプとマーラ・メープルズの唯一の子供である。名前は宝飾品ブランドのティファニーからとられた。高校を卒業するまでカリフォルニア州に住む母親によって育てられた。カリフォルニア州カラバサスのビューポイントスクールで教育を受けた。
ペンシルベニア大学で社会学と都市研究を二重専攻して学び、2016年に卒業した。2017年にはニューヨーク大学・ロー・スクールのクラスを聴講した。

## 経歴
2014年、ペンシルベニア大学在学中に、シングル曲『Like a Bird』を発表した。ヴォーグのインターンとして働き、2016年のニューヨーク・ファッションウィークにおいて、アンドリュー・ウォーレンのショーでモデルデビューした。

## 私生活

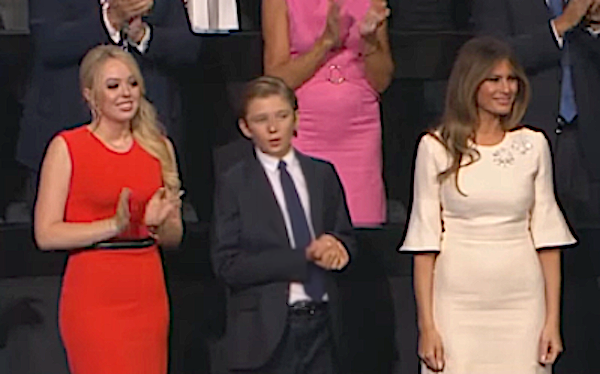
2016年共和党全国大会におけるティファニー、バロン、メラニア・トランプ

ティファニー・トランプは共和党の一員としてペンシルベニア州で投票するために、登録している 。2016年アメリカ合衆国大統領選挙では、他のトランプ家の人々と一緒に父親の応援キャンペーンに参加した。彼女は、2016年共和党全国大会で講演した。スピーチの際、ティファニーは自身の不慣れな状況について以下のように発言した。「私は少し緊張しているかもしれませんが、許してください。2ヵ月前大学を卒業したとき、今夜ここで国民に語りかけることになるなど決して想像していませんでした。私は、教室で学生の前で数回スピーチをしたことはありますが、アリーナで1千万人以上の人々に見られながらスピーチをしたことなどないのです。」
彼女はInstagramに2016年時点で、46万人のフォロワーを獲得している。彼女の投稿には自分の写真の他に、ロバート・F・ケネディ・ジュニアの娘キーラ・ケネディ、画家アンリ・マティスの孫娘ガイア・マティス、マジック・ジョンソンの息子E・J・ジョンソンなどといった著名人の相続人が頻繁に登場する。写真はアンドリュー・ウォーレンが編集したもので、『ニューヨーク・ポスト』は「Instagramの豊かな子供たち」、『ニューヨーク・タイムズ』と『ニューヨーク』誌は「スナップパック」と名付けた。